# Laveissière
Laveissière ist eine französische Gemeinde mit 526 Einwohnern (Stand 1. Januar 2022) im Département Cantal in der Region Auvergne-Rhône-Alpes; sie gehört zum Arrondissement Saint-Flour.

## Geographie
Laveissière ist eine Berggemeinde von mehreren Dörfern in den Monts du Cantal an den westlichen Ausläufern des Zentralmassivs. Sie liegt an der Nationalstraße 122, im Tal des Alagnon, der hier auch entspringt. Zur Kommune gehört die Skistation Super Lioran.

## Bevölkerung
| Jahr                       | 1962 | 1968 | 1975 | 1982 | 1990 | 1999 | 2006 | 2016 |
| -------------------------- | ---- | ---- | ---- | ---- | ---- | ---- | ---- | ---- |
| Einwohner                  | 490  | 526  | 588  | 623  | 611  | 586  | 577  | 534  |
| Quellen: Cassini und INSEE |      |      |      |      |      |      |      |      |

## Sehenswürdigkeiten
- Kirche (19. Jahrhundert) mit schiefergedeckter Turmspitze
- Maison sous le roche (an einen 15 m hohen Felsen gebautes Anwesen)
- Roche perçée (durchbohrter Felsen)
- Grottes troglodytes (Wohnhöhlen)
- Moulin (Mühle)
- Maison du Burronnier, Informationen zur Herstellung des Cantal-Käses
- in Fraisse-Haut die "Grottes taillées" über drei Etagen
- Château von Fraisse-Haut
- in Chambeuil eine alte Brücke und die Ruinen eines Châteaus; dort auch Kaskaden
- Wasserturm

## Beachtenswert
- Tunnel von 1839 zwischen Le Lioran (1153 m) und Super-Lioran (1240 m) (Foto: )
- Eisenbahntunnel der Eisenbahnlinie Figeac – Arvant, 1865 bis 1868 unter dem Ingenieur Wilhelm Nördling gebaut

## Persönlichkeiten
- Alfred Jacomis (1910–2004), Skisportler